# Infant d'Espanya

Corona d'infant.

Infant d'Espanya és un títol que s'atorga al Regne d'Espanya als fills no primogènits del rei, amb el tractament d'Altesa Reial. Al contrari del que succeeix en altres monarquies, només té el títol de príncep l'hereu, el qual rep per això el títol referit al principat d'Astúries i els altres associats a ell (els de Viana i Girona).
Els infants tenen dret a ser enterrats al Monestir de l'Escorial, al panteó reial. Els fills dels infants reben el tractament i honors de Grans d'Espanya.
D'altra banda, la legislació espanyola permet al rei, o si s'escau a la reina, concedir aquest títol, a la seva discreció i de forma excepcional, a persones dignes de tal mereixement. D'aquesta manera, el títol d'infant, li va ser concedit a Carles de Borbó-Dues Sicílies, duc de Calàbria i cosí del rei Joan Carles I d'Espanya el 1944. Aquesta persona és la primera en la línia de successió al tron d'Espanya després de la família directa del rei.
Malgrat això, també es reserva el títol de príncep per al consort masculí de la reina d'Espanya que regni per dret propi, sent anomenat «Príncep consort». Al llarg de la història espanyola hi ha hagut una excepció en el cas del marit i consort de la reina Isabel II, Francesc d'Assís de Borbó, duc de Cadis, que va rebre el tractament de «Sa Majestat el Rei titular d'Espanya» (o rei consort), el qual, pel seu naixement, no era Infant d'Espanya ni tenia tractament d'«Altesa Reial».

## Història

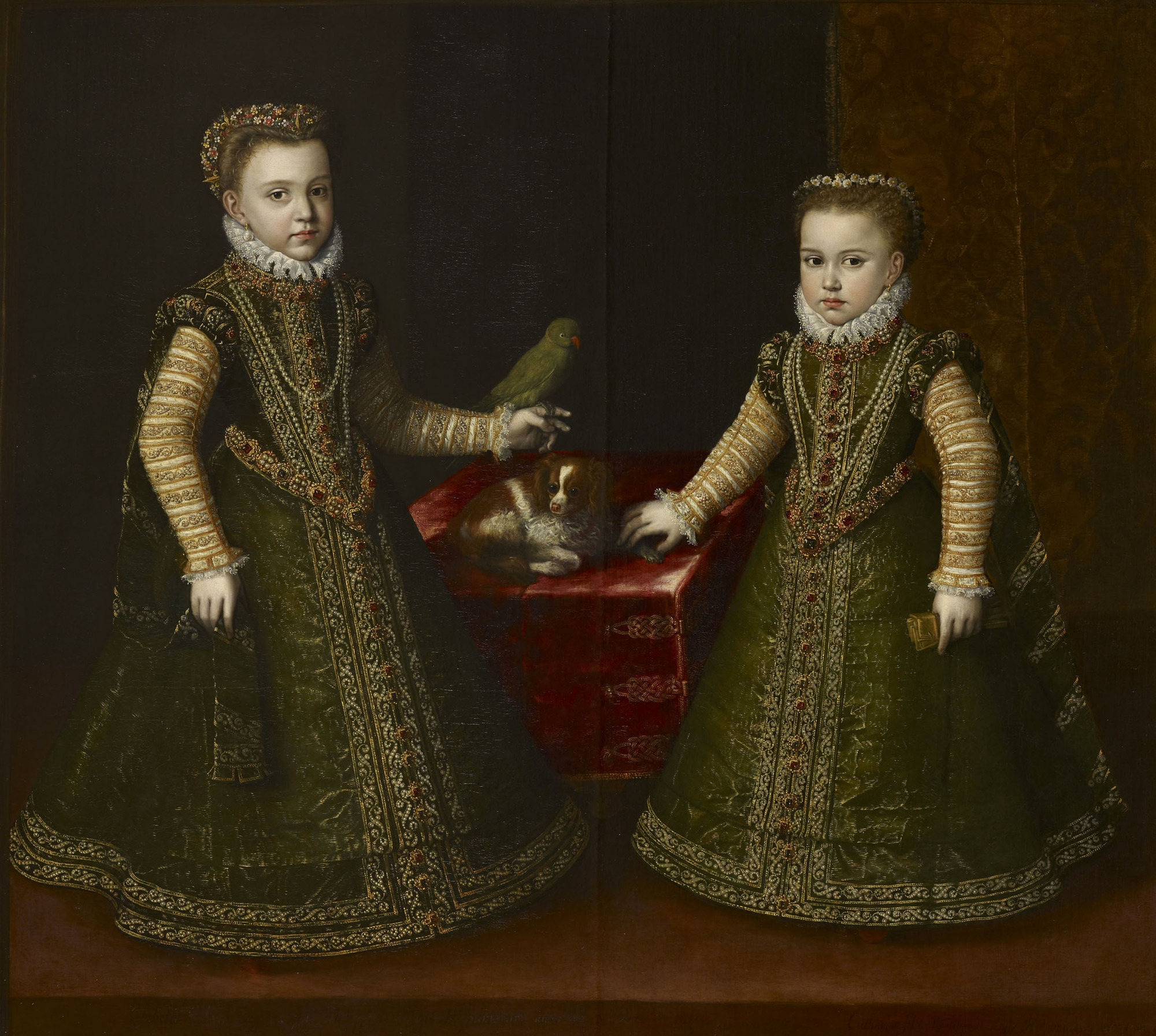
Les Infantes Isabel Clara Eugènia i Caterina Micaela, filles de Felip II. Pintura de Sofonisba Anguissola, realitzada vers el 1570.

En les monarquies hispàniques medievals, tant la castellana, la navarresa o aragonesa, tots els fills i filles dels reis, inclosos els primogènits, rebien el títol d'infants o infantes. No obstant això, a finals del segle xiv Joan I de Castella, fill i successor d'Enric II de Castella, al casar el seu fill primogènit, l'infant Enric —futur Enric III— amb Caterina de Lancaster, neta del destronat i assassinat Pere el Cruel, va crear el títol de Prínceps d'Astúries per a la parella, que a partir d'aquell moment fou atorgat als hereus de la Corona, fos quin fos el sexe de l'hereu. Per naixement, els fills primogènits dels reis naixien infants com els seus germans, però era en el moment de la seva designació com a hereus per les Corts quan es convertien en Príncips d'Astúries.
El mateix va passar al Regne de Navarra, quan Carles III el Noble va crear per al seu net, l'infant Carles, fill de la seva filla Blanca i del futur Joan II d'Aragó, el títol de Príncep de Viana, amb la idea que aquest títol fos transmès als hereus de la Corona de Navarra. La conquesta de Navarra per part del Ferran el Catòlic l'any 1512 provocà que aquest títol fos assumit per l'hereu de les Castella i Aragó.

## Regulació
La regulació del títol d'infant està continguda en el Reial decret 1368/1987, datat a 6 de novembre de 1987, sobre règim de títols, tractaments i honors de la Família Reial i dels Regents.
| « | 1. Els fills del Rei que no tinguin la condició de Príncep o Princesa d'Astúries i els fills d'aquest Príncep o Princesa seran Infants d'Espanya i rebran el tractament d'Altessa Reial. Els seus consorts, mentre ho siguin o romanguin vidus, tindran el tractament i honors que el Rei, per via de gràcia, els concedeixi en ús de la facultat que li atribueix l'apartat f) de l'article 62 de la Constitució. 2. Així mateix el Rei podrà agraciar amb la Dignitat d'Infant i el tractament d'Altessa a aquelles persones a les quals jutgi dignes d'aquesta mercè per la concurrència de circumstàncies excepcionals. 3. Fora del previst en el present article i en l'anterior, i llevat del previst en l'article 5 per als membres de la Regència cap persona podrà: a) titular-se Príncep o Princesa d'Astúries o ostentar qualsevol altre dels títols tradicionalment vinculats al successor de la Corona d'Espanya. b) titular-se Infant d'Espanya. c) rebre els tractaments i honors que corresponen a les dignitats de les precedents lletres a) i b) | » |